# Улица Горького (Сочи)
У́лица Го́рького — одна из центральных и главных улиц города Сочи, Краснодарский край, Россия.

## Расположение
Соединяет Курортный проспект (Платановую аллею) с улицей Конституции в районе «Электросетей» и железнодорожного моста через реку Сочи. Является финансовым центром Сочи. На ней расположены представительства большинства банков, имеющих филиалы в городе (Сбербанк, Банк Москвы, Газпромбанк, ЮниКредит Банк, СМП банк, Траст и др.).

## История

Памятник Максиму Горькому на улице

Первоначально известна как Шоссейная улица, ведущая от моря до железнодорожной станции Сочи. Была одной из улиц городского посада. Названа в честь Максима Горького, известного советского писателя, который впервые посещает Черноморье в 1891. Вторично он побывал здесь в августе 1892 и принял участие в строительстве Новороссийско-Сухумского шоссе около села Пшада. Чуть позже он пройдёт пешком до селения Адзюбжа на реке Кодор. Свои впечатления об Абхазии он описал в рассказе «Рождение человека». В 1903 он посещает Гагры. Впечатления его странствий по Кавказу, в частности по Кубани и Черноморью, легли в основу произведений «Дед Архип и Лёнька», «Мой спутник», «Два босяка», «В Черноморье», «Женщина», «Чужие люди», «Калинин», «В ущелье», «Песня о соколе». В советское время А. М. Горький посетил Сочи в 1929.

## Достопримечательности
- Памятник Максиму Горькому

## Примечательные здания

### Нечётная сторона
- № 53 — Центральный универсальный магазин (ЦУМ). Открыт в 1962 году.

### Чётная сторона
- № 40 — жилой дом. В советское время здесь располагался магазин товаров из Чехословакии «Яна».
- № 56 — железнодорожный вокзал Сочи